# Paul Ritter
Simon Paul Adams (20 tháng 12 năm 1966 – 5 tháng 4 năm 2021), được biết đến với nghệ danh Paul Ritter, là một diễn viên người Anh. Ông tham gia các bộ phim Son of Rambow (2007), Quantum of Solace (2008), Harry Potter và Hoàng tử lai (2009), The Eagle (2011) và Chiến dịch Mincemeat (2021), cùng các chương trình truyền hình Friday Night Dinner (2011–2020), Vera, The Hollow Crown, The Last Kingdom, Chernobyl, Belgravia và Resistance.